# Kofínou
Kofínou (grec moderne : Κοφίνου) est un village chypriote situé dans le district de Larnaca et comptant plus de 1 309 habitants.